# Parafia św. Łukasza w Capalaba
Parafia św. Łukasza w Capalaba – parafia rzymskokatolicka, należąca do archidiecezji Brisbane.
Przy parafii funkcjonuje katolicka szkoła podstawowa św. Łukasza Ewangelisty.